# NGC 2468
NGC 2468 في الفهرس العام الجديد، هي مجرة، تقع في كوكبة الوشق. اكتشفت في 1 يناير 1865 بواسطة هاينريش لويس دريست.

## روابط خارجية
- NGC 2468 على موقع ويكي سكاي: DSS2, SDSS, GALEX, IRAS, Hydrogen α, X-Ray, Astrophoto, Sky Map, Articles and images